# Peroxyde TMC
Le 1,1-di(tert-butylperoxy)-3,3,5-triméthylcyclohexane est un peroxyde organique de la famille des peracétals. Il s'agit d'un liquide, à faible odeur car sa structure est aliphatique. Il est livré sous forme liquide ou bien en poudre dispersée à ~40 % de peroxyde. Pour ce dernier grade, le flegmatisant est une charge solide inerte telle le carbonate de calcium.
Le TMC est un agent vulcanisant largement utilisé dans l'industrie du caoutchouc. Il fait partie des quatre peroxydes les plus communément utilisés avec les élastomères, avec le peroxyde de dicumyle (DCP), le 2,5-bis(tert-butylperoxy)-2,5-diméthylhexane (DBPH, numéro CAS 78-63-7) et le bis(tert-butyldioxyisopropyl)benzène (DBDB ou VC, numéro CAS 25155-25-3).
Cet amorceur radicalaire se distingue par une haute réactivité à basse température. Sa zone de températures d'utilisation (pour réaliser le pontage des chaînes) est d'environ 130 à 170 °C ; sa température moyenne d'utilisation est inférieure à celle des DCP, DBDB et DBPH cités plus haut. La comparaison des caractéristiques de ces quatre peroxydes montre que plus la température de demi-vie (pour une demi-vie donnée) est basse, plus la température typique de vulcanisation,, ainsi que la température moyenne d'utilisation, sont basses.
La température de demi-vie du TMC vaut 96 °C pour une demi-vie de 10 heures, 115 °C pour une demi-vie de 1 heure et 147 °C pour une demi-vie de 1 min.
Sa température de décomposition auto-accélérée (TDAA) est égale à 60 °C.